# Julio Báez
Julio César Báez Meza (13 gennaio 2000) è un calciatore paraguaiano, centrocampista del River Plate (M).

## Carriera

### Club
Báez è cresciuto nel settore giovanile del Cerro Porteño con cui ha debuttato il 5 febbraio 2018 nell'incontro di División Profesional perso 2-1 contro il Nacional. Nel 2022 è passato allo Sp. Luqueño in seconda divisione. Dopo aver centrato la promozione al termine della stagione, nel 2023 ha disputato un campionato da titolare con 37 incontri disputati.
Il 25 gennaio 2024 è stato acquistato a titolo definitivo dal River Plate (M), club della prima divisione uruguaiana.

### Nazionale
nel 2017 con la Paraguay Under-17 ha disputato il campionato sudamericano ed il campionato mondiale di categoria.

## Statistiche

### Presenze e reti nei club
Statistiche aggiornate al 29 aprile 2024.
| Stagione        | Squadra         | Campionato      | Campionato | Campionato | Coppe nazionali | Coppe nazionali | Coppe nazionali | Coppe continentali | Coppe continentali | Coppe continentali | Altre coppe | Altre coppe | Altre coppe | Totale | Totale | Totale |
| Stagione        | Squadra         | Comp            | Pres       | Reti       | Comp            | Pres            | Reti            | Comp               | Pres               | Reti               | Comp        | Pres        | Reti        | Pres   | Reti   |        |
| --------------- | --------------- | --------------- | ---------- | ---------- | --------------- | --------------- | --------------- | ------------------ | ------------------ | ------------------ | ----------- | ----------- | ----------- | ------ | ------ | ------ |
| 2018            | Cerro Porteño   | PD              | 1          | 0          |                 | -               | -               |                    | -                  | -                  |             | -           | -           | 1      | 0      |        |
| 2019            | Cerro Porteño   | PD              | 9          | 0          |                 | -               | -               | CL                 | 0                  | 0                  |             | -           | -           | 9      | 0      |        |
| 2020            | Cerro Porteño   | PD              | 1          | 0          |                 | -               | -               |                    | -                  | -                  |             | -           | -           | 1      | 0      |        |
| 2021            | Cerro Porteño   | PD              | 1          | 0          |                 | -               | -               | CL                 | 0                  | 0                  |             | -           | -           | 1      | 0      |        |
| 2023            | Sp. Luqueño     | PD              | 37         | 0          | CP              | 2               | 0               |                    | -                  | -                  |             | -           | -           | 39     | 0      |        |
| 2024            | River Plate (M) | PD              | 10         | 0          | CU              | 2               | 0               |                    | -                  | -                  |             | -           | -           | 12     | 0      |        |
| Totale carriera | Totale carriera | Totale carriera | 59         | 0          |                 | 4               | 0               |                    | 0                  | 0                  |             | -           | -           | 63     | 0      |        |